# Suecia en los Juegos Olímpicos de Innsbruck 1976
Suecia estuvo representada en los Juegos Olímpicos de Innsbruck 1976 por un total de 39 deportistas que compitieron en 7 deportes.  
El portador de la bandera en la ceremonia de apertura fue el deportista de bobsleigh Carl-Erik Eriksson.

## Medallistas
El equipo olímpico sueco obtuvo las siguientes medallas:
| Nombre           | Deporte        | Competición       |
| ---------------- | -------------- | ----------------- |
| Oro              |                |                   |
| —                |                |                   |
| Plata            |                |                   |
| —                |                |                   |
| Bronce           |                |                   |
| Ingemar Stenmark | Esquí alpino   | Eslalon gigante M |
| Benny Södergren  | Esquí de fondo | 50 km M           |